# Tom Wigley
Tom Wigley est un climatologue de l’université d'Adélaïde (Australie). Il travaille aussi en lien avec la University Corporation for Atmospheric Research (UCAR).

## Biographie
Tom Wigley a fait des études de physique mathématique et a soutenu sa thèse à l’université d'Adélaïde (Australie). De 1978 à 1993, il a été directeur du département de recherche climatique de l’université d'East Anglia en Angleterre. En 1993, il a rejoint le National Center for Atmospheric Research de Boulder dans le Colorado, en tant que « senior scientist »,.
Depuis 2014, il est professeur associé à  l’université d'Adélaïde.

## Travaux
Il a été distingué par l’Association américaine pour l'avancement des sciences (AAAS) pour ses travaux sur la modélisation du climat et du cycle du carbone ainsi que sur l’analyse de données climat et en tant que « l’un des meilleurs experts mondiaux sur le changement climatique et l’un des scientifiques les plus cités dans cette discipline ». Son « indice h » (en août 2014) est de 64, soit l’un des plus élevés dans cette discipline[réf. nécessaire].
Il a contribué à de nombreux rapports publiés par le Groupe d'experts intergouvernemental sur l'évolution du climat (GIEC) (le travail de cet organisme, y compris les contributions de nombreux scientifiques, a été distingué par un co-prix Nobel de la Paix en 2007).
Parmi ses publications on trouve notamment la première démonstration du réchauffement planétaire au XXe siècle par analyse de données terrestres et océaniques, la première publication intégrant l’effet refroidissant des aérosols dans les prévisions de changement climatique, les premiers scénarios réalistes de stabilisation de la concentration atmosphérique de CO2 et la première publication utilisant des méthodes dites « pattern-based » (reconnaissance de motifs) pour mettre en évidence l’influence humaine sur le climat. Wigley a aussi publié de nombreux articles qui font autorité en géochimie de l’eau, notamment une méthode devenue standard de datation carbone des eaux souterraines.[réf. nécessaire]
Wigley a affirmé dans les médias que le GIEC était trop optimiste sur la possibilité de contrer le changement climatique au travers de la réduction des émissions de gaz à effet de serre par la seule utilisation de technologies renouvelables et que tout plan d’actions réaliste devait comporter une contribution significative de l’énergie nucléaire. Il a aussi souligné que « les changements d'origine anthropique à venir dans les cent prochaines années sont bien plus importants que les changements qu’ont connus les sociétés jusqu’à présent ».
En 2013, avec d’autres experts de premier plan, il a co-signé une lettre ouverte aux responsables politiques affirmant que « la poursuite de l’opposition à l’énergie nucléaire menace la capacité de l’humanité à faire face au danger du changement climatique », et a réaffirmé cette position en décembre 2015, lors de la COP 21.